# Dan Maffei
Daniel Benjamin Maffei, detto Dan (Syracuse, 4 luglio 1968), è un politico statunitense, membro della Camera dei Rappresentanti per lo stato di New York dal 2009 al 2011 e poi ancora dal 2013 al 2015.

## Biografia
Nato e cresciuto a Syracuse in una famiglia italoamericana, Maffei lavorò come reporter dopo aver studiato ad Harvard. In seguito ricoprì il ruolo di portavoce di svariati politici del Partito Democratico come Bill Bradley.
Nel 2006 Maffei entrò in politica candidandosi alla Camera dei Rappresentanti contro il deputato repubblicano in carica da nove mandati James T. Walsh. Alla fine della competizione, Maffei uscì sconfitto per pochi voti ma due anni dopo si ricandidò per il seggio dopo l'annuncio del ritiro di Walsh. Questa volta Maffei riuscì a farsi eleggere con un ampio margine di scarto.
Nel 2010 chiese un altro mandato, ma gli elettori gli preferirono la repubblicana conservatrice Ann Marie Buerkle. Due anni dopo, Maffei decise di sfidare nuovamente la Buerkle e stavolta la sconfisse con un discreto margine di voti, riuscendo a tornare al Congresso. Nel 2014 chiese un altro mandato agli elettori ma venne sconfitto dal repubblicano John Katko.
Sposato con Abby Davidson, Maffei si configura come democratico moderato.